# Entropy Stereo
Entropy Stereo is een onafhankelijk Amerikaans platenlabel, dat platen (her)uitgeeft op het gebied van de free jazz en geïmproviseerde muziek. Het label werd in 1997 opgericht door Mike Khoury, die eerder Uprising Records was begonnen, en is gevestigd in Livonia. De eerste release van het label was een nieuwe uitgave van Eugene Chadbourne's "Country Music of Southeastern Australia". Naast Chadbourne bracht het onder meer platen uit van de Nederlandse saxofonist Luc Houtkamp, Northwoods Improvisers, Jon Rose, Trevor Watts, Michael Zerang, Dennis Gonzalez, Trevor Watts, Kalaparush Maurice McIntyre, Griot Galaxy, Wendell Harrison en Bobby Bradford.